# Перикопа Генриха II

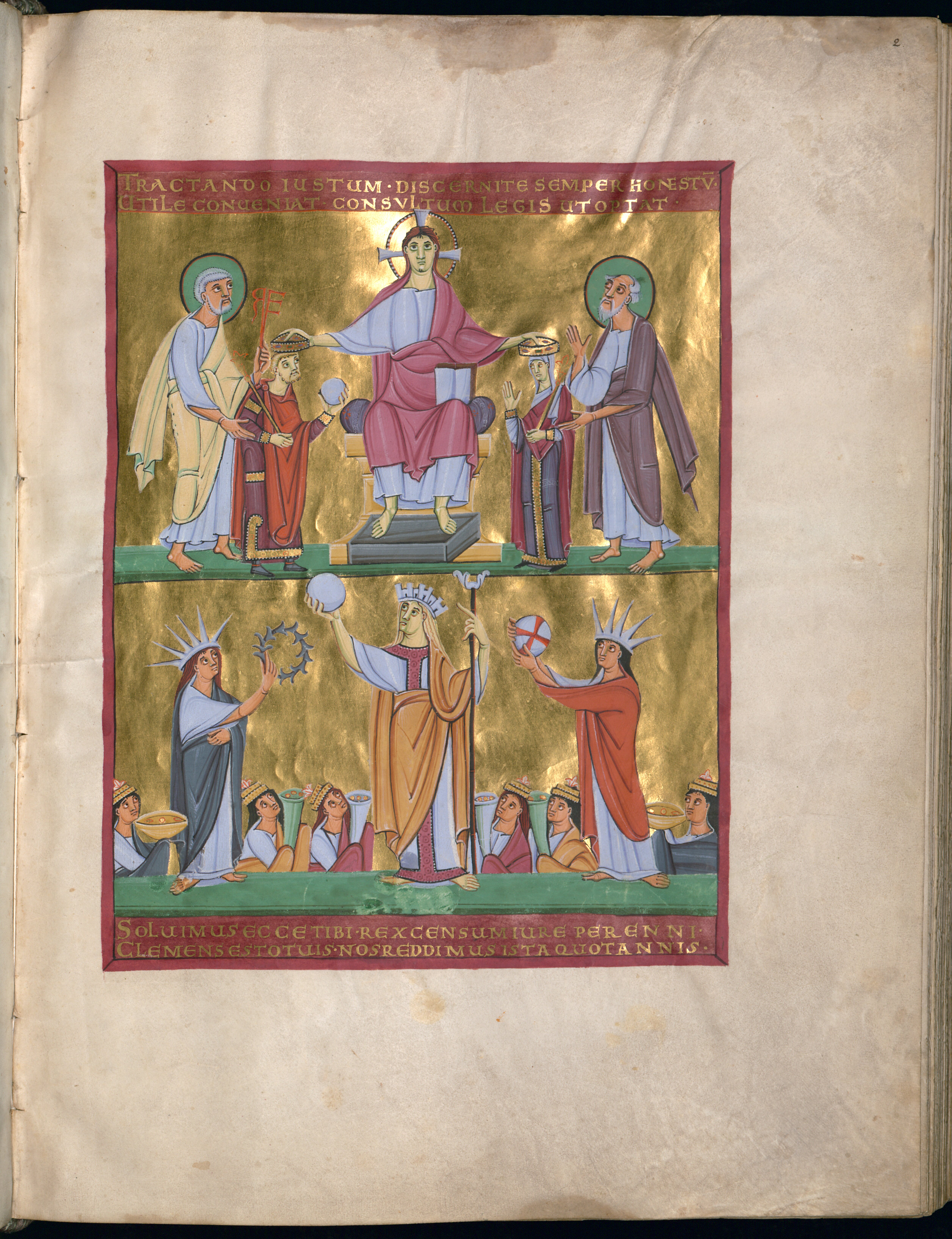
Вверху: Коронация Генриха II и его жены Кунигунды Христом, за императорской парой стоят патроны Бамберга святые Пётр и Павел. Внизу: персонификации Рима, Галлии и Германии, а также шесть герцогов Баварии (фолио 2r).

Перикопа Генриха II — произведение художников эпохи Оттонов, один из известнейших манускриптов того времени. Перикопа была создана около 1007—1012 годов в монастыре Райхенау по заказу Генриха II для Бамбергского собора. Относится к произведениям так называемой школы Лиутгарда. Пергаментная рукопись состоит из 206 листов размером 42,5 x 32 сантиметра. В манускрипте 28 миниатюр в полный лист, 10 декоративных страниц и 184 инициала. Обложка украшена распятием из слоновой кости в золотой оправе в каролингском стиле.
Во время секуляризации в 1803 году рукопись была передана из собора в Бамберге в Мюнхенскую баварскую государственную библиотеку, где хранится и в настоящее время под номером Clm 4452. В 2003 году вместе с девятью другими манускриптами школы монастыря Рейхенау «Перикопа Генриха II» была включена ЮНЕСКО в список мирового культурного наследия.
По стилю «Перикопа Генриха II» наиболее близка к Мюнхенскому Евангелию Оттона III, Вольфенбюттельской перикопе и Хильдесхаймскому коллектарию.